# Riot on the Dancefloor
Riot on the Dancefloor – piąty album studyjny grupy Groove Coverage. Album ten jest promowany przez singiel Think About The Way, który jest coverem piosenki o tym samym tytule muzyka Ice MC.

## Lista utworów
1. Angeline (Radio Edit) 03:31
2. Think About The Way (Single Edit) 03:13
3. Riot On The Dancefloor 02:58
4. Dangerous 03:22
5. Darkness 03:03
6. Innocent (Radio Edit) 02:57
7. Moonlight Shadow 2k12 03:00
8. Shout 03:06
9. The World Is Mine 03:08
10. I Want It 03:02
11. All That Matters 03:10
12. Think About The Way (Djane Housekat Remix) 04:02
13. Angeline (Cc.K Remix) 05:02
14. Innocent (Club Mix) 04:22
15. Think About The Way (Rob & Chris Remix) 04:56